# Cantone di Vendôme-2
Il Cantone di Vendôme-2 era una divisione amministrativa dell'arrondissement di Vendôme.
È stato soppresso a seguito della riforma complessiva dei cantoni del 2014, che è entrata in vigore con le elezioni dipartimentali del 2015.
Comprendeva parte della città di Vendôme e i comuni di:
- Areines
- Marcilly-en-Beauce
- Meslay
- Sainte-Anne
- Saint-Ouen
- Villerable
- Villiersfaux